# Goudoor, Shahpur
Goudoor là một làng thuộc tehsil Shahpur, huyện Gulbarga, bang Karnataka, Ấn Độ.